# Черемись
Черемись — деревня в Молоковском районе Тверской области, входит в состав Обросовского сельского поселения.

## География
Деревня расположена в 25 км на запад от районного центра посёлка Молоково.

## История
В 1841 году в селе была построена каменная Смоленская церковь с 2 престолами, метрические книги с 1788 года. 
В конце XIX — начале XX века село входило в состав Чистинской волости Весьегонского уезда Тверской губернии. 
С 1929 года деревня являлась центром Черемисского сельсовета Молоковского района Бежецкого округа Московской области, с 1935 года — в составе Калининской области, с 1954 года — в составе Покровского сельсовета, с 2005 года — в составе Ахматовского сельского поселения, с 2015 года — в составе Обросовского сельского поселения.

## Население
| 1859 | 1889 | 2008 | 2010 |
| ---- | ---- | ---- | ---- |
| 257  | ↗285 | ↘53  | ↘49  |

## Достопримечательности
В деревне расположена недействующая Церковь Смоленской иконы Божией Матери (1841).